# NGC 752
NGC 752 (другое обозначение — OCL 363) — рассеянное звёздное скопление в созвездии Андромеда, которое находится на расстоянии около 1300 световых лет от Земли.
Этот объект входит в число перечисленных в оригинальной редакции «Нового общего каталога».

## Характеристики
NGC 752 состоит из более чем 60 звезд величиной как 8,96m, так и слабее. Самые горячие звезды имеют спектральный тип A2, указывая тем самым на довольно высокий возраст — 1,1 миллиарда лет (по Небесному Каталогу 2000).
В 2018 году в скоплении была открыта двойная система, состоящая из белого карлика и звезды главной последовательности. Открытие было совершено благодаря данным, полученным телескопом Gaia.